# Nefermaat
| nfr | U4 · t |

| nfr | U4 · t |

Nefermaat (fl. XXVI secolo a.C.) è stato un funzionario egizio, figlio di Snefru, primo sovrano della IV dinastia.

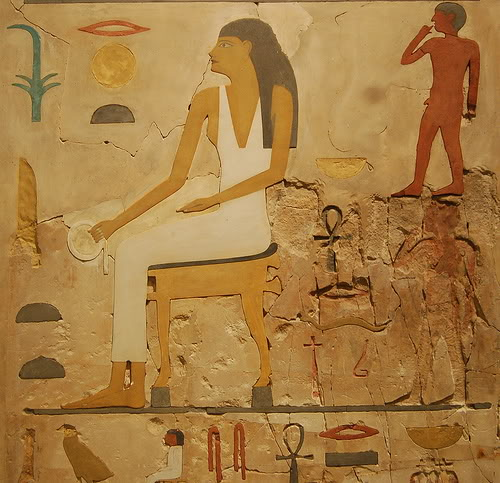
Itet, sposa di Nefermaat, dalla loro mastaba di Meidum; Chicago, Oriental Institute

Deteneva i titoli di visir e di profeta di Bastet.

## Biografia
Nefermaat era il primogenito di Snefru, il fondatore della IV dinastia, e della sua prima consorte. Suoi fratelli minori furono Rahotep e Ranefer; appare probabile che nessuno dei tre fratelli sopravvisse al padre in quanto alla morte di questi fu il loro fratellastro Medjedu Khnum-Khufu, più noto come Cheope, a salire sul trono.

La sposa di Nefermaat fu Itet (o Atet). Nella loro mastaba sono nominati quindici figli; per uno di loro, Hemiunu, è quasi certa l'identificazione con il visir Hemiunu che, si crede, collaborò alla progettazione della Grande Piramide di Giza.

## La tomba

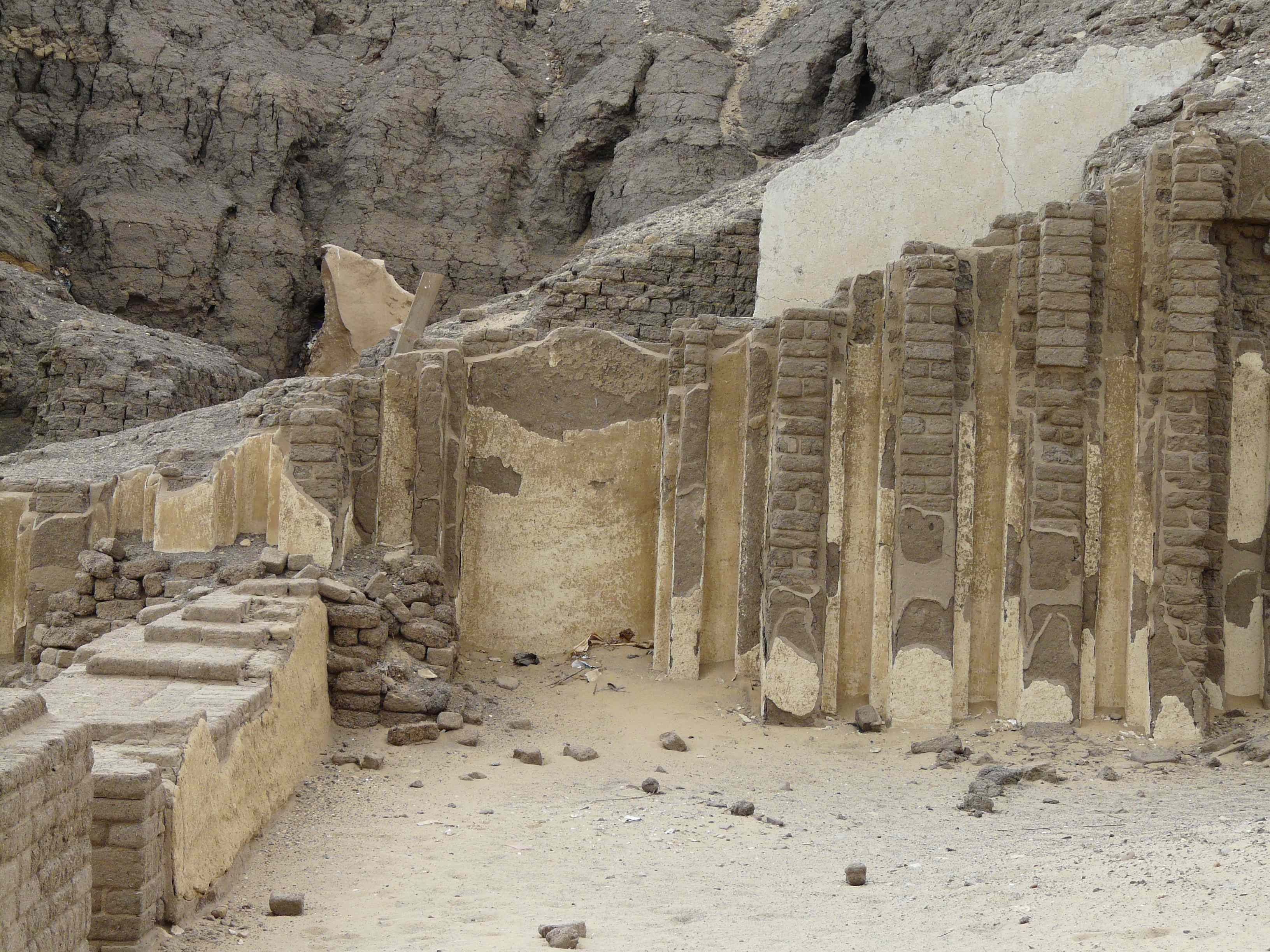
Mastaba di Nefermaat

Nefermaat, al pari di molti famigliari di Snefru, fu sepolto a Meidum, più precisamente nella mastaba 16. La tomba è nota per la particolare tecnica impiegata nelle decorazioni: gli scultori incisero profondamente le immagini, che furono poi riempite di pasta colorata. Questo metodo, tra l'altro piuttosto impegnativo, dà come risultato colorazioni assai vivide; per contro, purtroppo, la pasta tende a seccarsi, rompersi e cadere dalle pareti decorate.

Questa è attualmente l'unica tomba nota in cui venne impiegata questa tecnica: appare verosimile che il metodo sia stato abbandonato dopo averne scoperto i problemi insorgenti con l'essiccatura.
La tomba di Nefermaat è nota soprattutto per un altro motivo, ossia le celebri decorazioni note come oche di Meidum, ora al Museo Egizio del Cairo (JE 34571/ CG 1742). Queste scene, eseguite mediante pittura su stucco, furono scoperte nel 1871 da Auguste Mariette.

Nel complesso la scena raffigura sei oche, tre voltate verso sinistra e tre verso destra. In entrambi i gruppi di tre oche, una ha il collo proteso verso il basso per mangiare erba mentre le altre due hanno il collo in posizione canonica. Il gruppo di tre animali è rappresentativo di più oche, in quanto nella scrittura egizia il numero "3" rappresenta il plurale. Differenze nel piumaggio degli uccelli spezzano la generale simmetria della rappresentazione. Questo esempio di pittura egizia è considerato un capolavoro dell'Antico Regno.

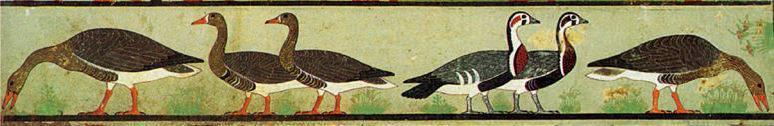
Le "oche di Meidum"